# 新機動戦記ガンダムWの登場人物
新機動戦記ガンダムWの登場人物（しんきどうせんきガンダムウイングのとうじょうじんぶつ）では、テレビアニメ『新機動戦記ガンダムW』およびその関連作品に登場する架空の人物を列挙する。

## メインキャラクター

### サリィ・ポォ
Sally Po
声 - 冬馬由美
年齢：27歳（19歳とする資料もある） 身長：166cm 体重:51kg
連合軍軍医。階級は少佐。負傷して病院に運ばれてきたヒイロを分析、その身体機能に驚く。後にOZに追われながらガンダムパイロット達をサポートするようになった。温和で面倒見が良く、故郷である旧中国地区でゲリラ部隊に加わっていた際、トレーズに敗れ傷心の五飛と交流を持ち、彼が再起するきっかけを与えた。
連合軍残存部隊を率いて地上にあったヘビーアームズやサンドロックなどの機体を回収しつつ、各パイロットへ届ける役割も果たす。その過程でマグアナック隊と対峙するが、目的が同じと分かり共闘した。MS操縦技術も高く、ozの基地からリーオーを奪取してマグアナック隊をサポートし、水中戦ではozのキャンサーを圧倒した。
戦争終結後は平和維持機関「プリベンター」のプリベンター・ウォーターとなり、レディ、ノインと共に働く。
小説『新機動戦記ガンダムW Frozen Teardrop』では既に故人であり、娘のキャシィがプリベンターの一員として彼女の仕事を引き継いでいる。
主な搭乗機はリーオー、パイシーズ。

### キャスリン・ブルーム
Catherine Bloom
声 - 鈴木砂織
年齢：18歳 身長：158cm 体重:43kg
トロワが身を寄せるサーカス団の花形スター。ナイフ投げが得意。トロワに対して、弟を見守るような優しい思慕を向けている。OZ基地近くでサーカスを披露した時、トロワがヘビーアームズで破壊活動をする光景を見るまでは、彼の正体は知らなかった。その後、トロワが自爆を行おうとし、逃げるように言われた際にはヘビーアームズのコックピットに乗り込み、彼を拳で殴った上に「残された者の事を考えなさい」と説教を行った。ヴァイエイト爆発時に過去の記憶を失ってしまったトロワを自分の弟だと教え込み、戦いとは無縁の世界の住人にしようとする。
サーカス団に拾われる前、実の弟と戦争で生き別れになっており、それが切っ掛けで戦争を激しく憎むようになった。トロワを常に心配しているのも、そのトラウマが原因である。
小説『新機動戦記ガンダムW Frozen Teardrop』においては、ドクトルT（トロワ・バートン）とカトリーヌに保護された名無しの少年（後の「トロワ・フォボス」）に対して徹底した訓練を叩き込んでいく（大半がサーカスの道具を使ったものばかりで、受けているトロワも本気で道化師か軽業師にさせられると思っていたらしい）。怒るとすぐに手が出る性分であるらしく、トロワとの初対面時にはおばさん呼ばわりされたことで彼を殴り飛ばしていた。後にドクトルTをはじめとしたガンダムパイロット達の戦いに自らも同行することになる。

### ヒルデ・シュバイカー
Hilde Schbeiker
声 - 荒木香恵
年齢：15歳 身長：154cm 体重:39kg 瞳色：エメラルドグリーン 髪色：グレー
コロニー市民出身でOZ志願兵の少女。東欧系。階級は特士。当初はガンダムパイロットであるデュオをつけ狙っていたが、後に和解。以後、デュオと共にジャンク屋を営むなど、よきパートナーになる。最終決戦時には単身リーブラに乗り込み、重傷を負いながらもガンダムのパイロットたちにリーブラのデータを届けた。OZに志願する前は経理の勉強をしていたらしい。戦後も変わらずデュオと共にジャンク屋を営む。
コミックボンボンの漫画版ではOZに志願しておらず、デュオがガンダムデスサイズヘルと共に潜伏したコロニーでジャンク屋として働いていた。トラントとは幼なじみであり、彼を何度も説得するが、説得が叶うことはなかった。
小説『新機動戦記ガンダムW Frozen Teardrop』においては、紆余曲折の末にデュオに愛想を尽かして彼の前から姿を消してしまっていた。しかし、後に火星へ密入国したデュオが入院生活の最中に偶然再会し、その後は幾度となく破局と復縁を繰り返す事になる。結局のところ借金だらけの教会のシスターとなり、デュオにも今までの償いもかねて教会の資金調達を請け負わせていた。最終的には火星の大統領となったデュオを補佐すべく再婚する。
主な搭乗機は OZ-06SMSリーオー、WF-12SMSトーラス(ホワイトファング仕様)。

## ガンダム開発者
ハワードと共にOZにおいてトールギスを設計し指導者ヒイロ・ユイの暗殺事件を機にOZを出奔した5人の科学者。ウイングガンダムゼロの基本設計は彼ら5人の手による。その後は潜伏中のL1～L5コロニー群で各々1体のガンダムを建造すると共にパイロットを訓練し、ガンダム降下後は彼らにOZ攻撃の指令を送っていた。
5人とも、何らかのMS開発技術の権威であるが、数多くの組織に身を置き、数多くの超兵器（ヴァイエイトとメリクリウス、リーブラなど）を開発。強制されて作る羽目になったものもあるが、地球圏に破壊と混乱をもたらした張本人とも言えなくもない。ただ本人達も劇中のセリフなどでそれは百も承知だった事を示唆しており、戦争の最終局面で「平和が訪れればガンダム開発者などは何の役にも立たない」と、カーンズを巻き添えにしてピースミリオンやリーブラと共に去っていった。
また『Endless Waltz』ではデキム・バートンの意図していた本来のオペレーション・メテオに対して全員、反感を持っており、それを捻じ曲げてテレビ本編のような限定的な破壊活動にとどめたと描かれている。ヴァイエイトとメリクリウスの技術を流用して密かにガンダムの改修を行う、リーブラの主砲を一回撃つ度に壊れるように設計するなど（当人以外の誰にも気づかれずに）、強制されようとも簡単には屈しない強かさも見せる。
重装甲の機体を大推力で強引に制御するトールギス、攻撃と防御にそれぞれ特化したヴァイエイトとメリクリウス、小島ひとつを消し飛ばすビーム砲を持った戦艦リーブラ、とどのつまりはパイロットを人として扱わない禁断の兵器ウイングゼロ等、非常に極端な設計思想を持った機体を数多く開発している事が特筆される。

### ドクターJ
Doctor J
声 - 稲葉実
L1出身。ウイングガンダムの開発者。ビーム兵器研究の権威。ヒイロを戦闘マシンに育て上げた人物。本名はジェイ・ヌル。指導者ヒイロ・ユイの支援者であり、学生時代の友人でもあったが、その当時受けたテロで右腕以外の四肢を失い、両目も失明する程の重傷を負っている。このため、両眼は義眼、両脚、左腕は義肢である。性格・言動はかなりのマッドサイエンティストだが、人命を尊重し、ヒイロの性根の優しさもよく理解している一面もある。
養父であるドーリアン外務次官をOZに暗殺され、悲しみとOZへの復讐心にとらわれたリリーナに対しても、ヒイロが「弾圧されるコロニー市民の代弁者」として、戦うためのマシンとなるのを引き受けた事と、彼の本来の心を明かす。ドクターJがリリーナをOZの追っ手から匿い、ヒイロの事を話したのは、リリーナの眼がヒイロとそっくりだったからだそうである。
『Endless Waltz』では、ガンダムを大量殺戮の道具にする事に対し、デキムに反対する意向を見せている。ヒイロを非情な人間兵器として訓練し直す事に関しても引き受けはしたが、地球人類を葬っても指導者ヒイロ・ユイは喜びはしないという言葉を残している。
コミックボンボンの漫画版では死の間際、ヒイロに6機のガンダム（ガンダムエピオンも含む）のエネルギーをツインバスターライフルで放ち、リーブラを破壊するという最後の任務を与えた。

### プロフェッサーG
Professor G
声 - 藤本譲
L2出身、ガンダムデスサイズおよび巨大戦艦ピースミリオンの開発者。キノコの傘のような髪型と長い鼻、左頬に傷痕が特徴。ステルス技術の権威。自分の開発したデスサイズを「最高の芸術品」と称するなど、ドクターJに劣らず多分にマッドサイエンティスト的な気質を持っている。
『Endless Waltz』では、デュオがデスサイズ破壊を企み基地に潜入した事を見抜き、先回りしてデスサイズに仕掛けられた爆弾の信管を全て外す。「大量殺戮の英雄」になるくらいならデスサイズ（この時既に相棒と呼んでいた）と、自分を含めたこの基地の人間全員を消滅させると言うデュオに、そこまでの覚悟があるなら自分から「デスサイズを盗め」とデュオに言い放ち、更には組織の命令を無視して地球で独自の行動をしろと命じた。

### ドクトルS
Doctor S
声 - 大滝進矢
L3出身、ガンダムヘビーアームズの開発者。痩身、総毛立った頭に鼻あて、ケーシー白衣が特徴。火器管制システムの権威。
『Endless Waltz』では、ヘビーアームズ開発工場において、本物のトロワ・バートンと口論になり、助手が後ろから射殺してしまう。ヘビーアームズの整備工であった「名無し」の少年がその現場に居合わせていたが、「名無しなのは少々不便なので、こいつ（トロワ）の名を貰ってやってもいい」そして、「この機体（ヘビーアームズ）は気に入っている。が、地球を乗っ取る事に興味はない」というその少年に、「トロワ・バートン」のコードネームを与え、ヘビーアームズと「オペレーション・メテオ」を託して地球へ降下させた。

### H教授
Instructor H
声 - 田口昂
L4出身、ガンダムサンドロックの開発者。細い目、常に笑みを湛えたような表情とドジョウ髭が特徴。コクピットシステムのエキスパート。潜伏中のL4コロニー群ではウィナー家に匿われていた。ウイングガンダムゼロの設計図（正確には5人の各設計案の内の、彼が構想していたもの）を残していた。
『Endless Waltz』では、サンドロック開発工場で「サンドロックに自爆装置を組み込んだ」とカトルに告げる。そのとき入ってきた組織からの連絡を握り潰し、「自らの意志で戦え、そして自爆装置も必要だと思ったときに使えばよい」と指示している。H教授曰く、たとえカトルが過酷な運命を背負う事となっても、カトルの優しさを奪う事はできないとの事。サンドロックに取り付けられた自爆装置には、作動に連動してコクピットハッチが開き、パイロットを脱出させた後に自動操縦に切り替わる機構が組み込まれていた。

### 老師O
Master O
声 - 広瀬正志
L5出身、シェンロンガンダムの開発者。中国系の巨漢でスキンヘッド。モビルスーツの機体駆動のエキスパート。寡黙だが格闘技や荒事が得意でかなりの戦闘能力を持っている。デュオが月面基地に現れた際にガンダムデスサイズヘルとアルトロンガンダムの存在をOZから守るためにデュオと一芝居を行った際にデュオを痛めつけた。その際に「嫌な役だな」とぼやき、殴られ役のデュオに対しても「声を出せば痛みが和らぐぞ」と助言した（それに対し、デュオは「俺、男の子なんでね」と答えて助言を突っぱねた）。その後、牢獄のガンダムパイロットたちに改修機のデータを入れた小型投影機をトロワを経由して届けた。
『Endless Waltz』には画面には映っているものの台詞は無い（漫画版では台詞があり、テレビシリーズとは異なり、髭も生やしていた）。なお、5博士の中で彼だけは本来のオペレーション・メテオに反対の立場を取っていない。
古来の中国の学問や思想にも精通しており、張五飛や竜妹蘭も彼の教えを少なからず受けている。

### マイク・ハワード
Howard
声 - 石田弘志
ドクターJらと共にトールギスの開発に関わった技術者でバーニア開発の専門家。
自身はガンダムの開発に携わらなかったものの地球に降下したデュオのサポートをしたり、OZを追われたゼクスを匿ったり、宇宙で巨大戦艦ピースミリオンの艦長として、Gチームの整備・補給を請け負ったりと全編を通じて、ガンダムパイロットをサポート。宇宙でも地上でもアロハシャツとサングラスを愛用。
『BATTLEFIELD OF PACIFIST』ではガンダムを保管しており、トロワらにガンダムを渡していたが『Endless Waltz』には未登場。
『コミックボンボン』の漫画版・小説版ではドクターJらに付き合って、彼らと運命を共にした。
小説『新機動戦記ガンダムW Frozen Teardrop』では、かつてコルシカ基地にいた際に少年期のトレーズ・クシュリナーダと出会っており、彼と共に放置されていたトールギスの事を語り合っている。

## マグアナック隊
砂漠のオアシスを拠点とする中東地域の中立国の自衛部隊。隊員は全部で40人。隊員の結束は非常に固い。地球に降下したカトルの護衛として独自開発のMS・WMS-03 マグアナックとWMS-04 オリファントで付き従う。同機は必ずしも傑出した機体ではなかったが、隊は一人の戦死者も出す事なく最終決戦まで戦い抜いた。彼らがカトルに心酔するようになった経緯は小説版『Endless Waltz』で描かれている。

### ラシード・クラマ
Rasid Kurama
声 - 中田和宏
マグアナック隊隊長。39人の部下をまとめる歴戦の勇士。主であるカトルに絶対の忠誠を誓うが、時に誠実な諫言を辞さず、カトルからも深い信頼を寄せられている。『Endless Waltz』では、ガンダムを回収に向かうカトルのシャトルに同乗。カトルのサポートを隊員達と共に行った。
小説『新機動戦記ガンダムW Frozen Teardrop』では、壮年の域に達しているがウィナー家の従者として現在もカトル達と共に生きている。カトルの妹であるカトリーヌ・ウード・ウィナーとも面識があり、自分を卑下し続ける彼女のことをどこか案じることもある。

### アフマド
Akhmad
声 - 千葉一伸
口ひげが特徴の、穏やかな性格のマグアナック隊隊員。アウダとアブドルのなだめ役に回る事が多かった。高機動タイプにカスタムされたマグアナックを駆る。

### アウダ
Auda
声 - 中村大樹
陽気な性格のマグアナック隊隊員。主に切り込み役を担った。格闘戦を重視しカスタマイズされた専用マグアナックに搭乗する。OZの基地潜入の際はトラゴスに乗り込み、シャトルを狙い撃ちしたリーオー2機を遠距離から正確に撃墜する活躍をした。

### アブドル
Abdul
声 - 森川智之
主に作戦面を担当したマグアナック隊隊員。サングラスをかけているのが特徴で、近接射撃戦を重視しカスタマイズした専用マグアナックに搭乗。時折無茶な作戦を発案し、その度アウダと衝突する。

### サダウル
Sadaul
声 - 藤本譲
中東の要人で、マグアナック隊の司令官。連合軍に追われたデュオとカトルを匿う。

## OZ

### オットー
Otto
声 - 森川智之
ゼクス配下のOZ士官で階級は二級特尉。個人的にゼクスに忠誠を誓っており（小説版によれば彼もゼクスと同じサンクキングダム出身）、ワーカーによってトールギスがゼクスの専用機になる事が決まってからは、彼の為に、自らテストパイロットになった。しかし、それによる過度な重圧によって、身体を痛めており、ゼクスもそれによって負傷した際には、自らがゼクスに代わってトールギスに搭乗。サンクキングダムを制圧していた連合軍の基地を自らの命と引き換えに攻略した。
名前の由来はイタリア語の「8 （otto）」。

### ワーカー
(Oswald)Walker
声 - 中村大樹
コルシカ基地のOZ士官。階級は特士。コルシカ生まれで工廠あがりの男。ガンダムに対抗可能なMSを求めるゼクスに、コルシカ基地の片隅に放置されていた未完成のMS・トールギスを紹介。ガンダムによるコルシカ基地襲撃の際、未完成のトールギスをゼクスに託し、自身は撤退する連合軍の殿として、および後の兵士にデータを残す為、エアリーズでガンダムに戦いを挑む。しかし、マグアナック隊の奇襲によってほとんどの戦力を失い、自身もガンダムサンドロックのヒートショーテルに斬られて戦死した。
『新機動戦記ガンダムW Endless Waltz 敗者たちの栄光』にて、名前がオズワルドであることが判明した。

### アレックス
Alex
声 - 難波圭一
ミュラーと共にノインの教え子で、OZ北東アフリカ・ソマリア戦線第33独立戦隊隊長。階級は二級特尉。旧連合軍の立て篭もるモガディジオ要塞攻略のため、補給を求めてレイク・ビクトリア基地を訪れた。パイロットとしての腕は良いが、極めて残忍かつ歪み切った性格で、無抵抗の敵に対しても一方的な虐殺を行う。モガディジオ要塞攻略作戦にミュラーやゼクスと共に参加するが、自身やミュラーの所業に激怒したゼクスと対立。彼の搭乗するトールギスに対しても攻撃を仕掛けるが、隙を突かれ水中で機体を真っ二つに引きちぎられ戦死した。
ミュラー共々、トレーズやノインの事は本心から尊敬していたらしく、また死に際の発言からゼクスに対して嫉妬心を抱いていた節がある。
搭乗機はOZ-08MMSキャンサー。
『新機動戦記ガンダムW Endless Waltz 敗者たちの栄光』では、OZスペシャルズ創設時のパイロットであるソラック・デルブリュックの直属の部下であることが明かされている（本人は「親父さん」呼ばわりしており、ミュラーとの会話を聞いていた本人から怒鳴られている）

### ミュラー
Mueller
声 - 草尾毅
アレックスと共にノインの教え子。小柄な黒人系の青年で、戦闘時には眼鏡をかけている。OZ北東アフリカ・ソマリア戦線第33独立戦隊所属。階級は二級特尉。パイロットとしての腕は良いが、アレックス同様に残虐な性格と歪みきった思想の持ち主で、投降した敵兵士に対しても「粛清」と称し、一方的な虐殺をする事を楽しんでいる。モガディジオ要塞攻略作戦にアレックスやゼクスと共に参加するがここでも身勝手な殺戮を行なったためゼクスから反感を買い、彼の呼びかけで攻撃を躊躇した部下が連合指揮官の死に際で放ったミサイルで戦死した事を皮切りに対立。怒り任せにゼクスのトールギスに攻撃を仕掛けるが、返り討ちにされ自身も戦死した。
搭乗機はOZ-07AMS エアリーズ。

### メーザー
Maiser
声 - 関智一
ゼクス配下の技術士官。トールギスの完成や整備、ウイングガンダムの復元などに多大な貢献をする。小説版『Endless Waltz』ではトールギスIIIの整備も担当している。

### ニコル
Nichol
声 - 森川智之
宇宙に上がったレディ・アンの副官。司令官である彼女のサポートの他、実戦部隊の指揮も取る。OZ潜入時におけるトロワの直属の上官であり、「特尉」と呼ばれているが正確な階級は不明。第17話で初登場。
OZに潜入したトロワや、ミリアルドとしてレディの元に接触したゼクスの正体を即座に看破するなど、洞察力に優れる有能な軍人。反面、神経質かつ合理主義な性格でもあり、自軍の勝利の為とあらば味方の犠牲も厭わないという考えを持つ。
レディ・アンの2つの人格の異なる言動に対し次第に困惑や苛立ちを感じていき、一度は彼女を見限ってデルマイユの指揮下に降りる。そして彼が命じたコロニーへの攻撃と連合宇宙軍の一掃を引き受けたのち、レディの不安定な精神につけ込み、彼女を前線に送り出して囮にする作戦を強行するが、（皮肉にも自身が裏切り者として嫌っていた）トロワとゼクスの妨害により作戦は失敗、レディの人格を統合させる事となった。この時にレディから拳銃を向けられながらも「兵士として良い勉強をさせてもらった」と彼女なりの感謝の言葉を述べられ、自身の行動を省み再度レディの下に戻る。
レディ・アンがツバロフの手で倒れ、OZが内乱を起こしたあともトレーズ派の一員としてその身を護衛しており、バルジからトレーズ派の負傷兵を連れて地球に帰還した。
『新機動戦記ガンダムW デュアルストーリー G-UNIT』に登場するロウ・サーナンの上司であり、同作にも物語冒頭とエピローグで登場している。
搭乗機はトーラス。

### ツバロフ・ビルモン
Tubarov
声 - 幹本雄之
ロームフェラ財団の幹部。OZのMS技師長も務める中年の男性で、モビルドールシステムの開発者。ロームフェラ財団の意向に極めて従順に働く為、財団代表のデルマイユの信任は厚いが、その結果財団の方針に異を唱えるトレーズやレディ・アンと対立する事になる。トレーズを慕う配下のoz兵士から反感を持たれていたようで、初登場の18話ではMDリーオーでトレーズを殺害しようとした際には兵士たちに拒否され、直後にトレーズが下した射殺命令では逆に兵士たちに自身が処刑されかける醜態を晒す(追い討ちとばかりに、モビルドール化したリーオーもトレーズのリーオーに全機破壊される)。しかし、トレーズ失脚後はOZ財団派のトップ及びOZ宇宙軍の司令官としてバルジで指揮を行い、「オペレーション・ノヴァ」を成功させる。「特佐」と呼ばれていたが正確な階級は不明。財団においてはトレーズよりも上の立場である模様。
ホワイトファング蜂起に伴うセディッチ率いる部隊にリーブラ乗っ取りの際に拘束されるが、隙を見て逃走。モビルドールを起動させて抵抗するも、アルトロンガンダムにモビルドールを（ホワイトファングが乗り込んでいたMSごと）ことごとく破壊されてしまい、自身も基地の爆発に巻き込まれ死亡した。
『コミックボンボン』に連載された漫画版では、バルジで指揮を執るが、リーブラの主砲を受けて戦死した。
かつては月面基地「マリウス・プラント」で責任者の1人として兵器開発に従事するも労働者に無理をさせた事で反乱の原因を生み出したと見做され、責任者から外された。その経緯から人間の兵士を全く信用せず、モビルドールの開発・導入に全てを賭けていったとされる。作中でもアルトロンガンダムを見た際には当初は「興味のある機体」と称すも、月面基地で調査後すぐに廃棄、以後はガンダムという概念を抹殺することに徹底した。無人化されていないMSを、侮蔑を込めて「有人機」と呼ぶ。
名前の由来はドイツ語の「12 （zwölf）」。
かつてはトールギスの持つドーバーガンの破壊力を参考にして砲戦仕様MSトラゴスを開発した。

### トラント・クラーク
Trant Clark
声 - 中博史
ツバロフ（OZ財団派）配下の技術士官。「特尉」と呼ばれているが正確な階級は不明。鹵獲されたウイングガンダムゼロの機体の特殊性に興味を持ち、任務を無視して独断で研究を始める。それを知り、憤慨したツバロフが差し向けたOZの追撃部隊に対しウイングゼロに搭乗して応戦するが、最終的にゼロシステムに取り込まれてしまった。ガンダムデスサイズヘルの攻撃でウイングゼロごと飛ばされた後、どうなったのかは不明。漫画版ではヒルデの幼馴染として登場し、肉体に過度の負荷を与えるゼロシステムに心身共に破壊されながらもシステムへの執着を深めていった。ヒルデ曰く「昔はとても優しかった」のこと。最終的にはゼロシステムに耐えきれず死亡した(トラントの死を知ったデュオは涙を流した)。
『新機動戦記ガンダムW Endless Waltz 敗者たちの栄光』では、オペレーション・デイブレイクの際のバルジ攻略に参加。その後は部下となったヒルデ・シュバイカーと共に鹵獲されたプロトゼロとヒイロ、カトルの身柄を拘束。ツバロフの意向を無視してゼロシステムの究明にのめり込んだ。その後、８０％の完成度であったガンダムデスサイズヘルにプロトゼロで交戦を挑むが、この頃にはゼロシステムで敗北のビジョンを見せ続けられた影響からか既に精神不安定になりつつあり、最後にはデュオを助けようとしたヒルデの攻撃でプロトゼロは戦闘不能に追い込まれる。しかし、自分の敗北を認めたくないと絶叫しながら自爆スイッチを押してしまう。最期には狂気の笑いを上げながらプロトゼロの爆炎に消し飛ばされた。
ヒイロの義父であるセイス・クラークは実兄。
名前の由来はフランス語の「30 （trente）」。

### クライスト
Christ
声 - 目黒裕一
ヒイロが身を投じた、OZトレーズ派の一部隊の指揮官。正確な階級は不明（服装から一級特尉以上?）。モビルドールとの戦闘で戦死したと思われる。
搭乗機はOZ-06MS リーオー。

## ロームフェラ財団

### デルマイユ
Dermail
声 - 加藤治
本編開始時点でのロームフェラ財団総裁代行で公爵。財団の性質を最も強く体現する人物。トレーズの叔父で、ドロシーの祖父でもある。
反財団の旗手だったサンクキングダムをMDで蹂躙、捕らえたリリーナを世界国家の（形だけの）女王として、一気に地球全土の制圧を目論む。しかし、傀儡と思われていたリリーナがその出自とカリスマとでウェリッジ侯爵以下の財団幹部の人心と実権を掌握、逆に失脚してしまう。ドロシーの提案で宇宙要塞バルジに向かう途中、ホワイトファングに襲われて死亡した。
コミックボンボンに連載された漫画版では、バルジで指揮を執るが、リーブラの主砲を受けて戦死した。
小説『新機動戦記ガンダムW Frozen Teardrop』において、フルネームが「デルマイユ・カタロニア」とされている。
漫画『新機動戦記ガンダムW Endless Waltz 敗者たちの栄光』では、月面基地に向かうに拘束されるが、隙を見て逃走。モビルドールを起動させて抵抗するも、アルトロンガンダムにモビルドールを（ホワイトファングが乗り込んでいたMSごと）ことごとく破壊されてしまい、自身も基地の爆発に巻き込まれ死亡した。

### ウェリッジ
Wellidge
声 - 有本欽隆
ロームフェラ財団において有数の発言力を持つ侯爵であり、ピースクラフト王家に縁深い人物。近年のOZやデルマイユ公の方針を快く思っていない。
一見温和で上品なだけの老貴族だが、リリーナが単身で父の仇レディ・アンの命を狙った時には、追っ手の前に身をもって立ちはだかり逃走を助け、また、世界国家の女王とされたリリーナを露骨に傀儡扱いするデルマイユ公の行いを「不遜ではないですかな」とたしなめるなど剛直な人物。
ロームフェラ財団の平和路線転向、ひいてはピースクラフト王家が唱えた完全平和実現のため、リリーナを名実共に世界国家の女王とするべく財団諸侯を取りまとめ、リリーナの演説に際しては率先して拍手を送るなどして盛り立てる。
しかし、リリーナの実兄であるミリアルドがホワイトファングのリーダーとなり、その対応に苦悩する最中、トレーズによるクーデターが発生し、多くの諸侯と共に失脚した。

### アハト
Acht
声 - 島香裕
ゼクスの行動に不審を抱いたロームフェラ財団が派遣した調査官。ノイン達を南極まで追い、そこで発見したトロワのヘビーアームズと交戦。最期はその存在を財団に明かすが、トロワには「ガンダムを見た者を決して生かして帰すわけにはいかない」と言われ、ヘビーアームズのアーミーナイフに斬られて戦死した。
名前の由来はドイツ語の「8（acht）」。
搭乗機はOZ-07AMS エアリーズ。

### タウンゼント
Townsend
声 - 有本欽隆
ロームフェラ財団に与する国家の将官で伯爵。再び地球に降下したヒイロとカトルを一時的に匿う。
名前の由来はドイツ語の「1000（tausend）」。

### トレーズの祖父
故人。トレーズ・クシュリナーダの祖父でロームフェラ財団の前総裁であった人物。トレーズの祖父、および父は劇中に映像で登場しない。
小説『Frozen Teardrop』に、サンカント・クシュリナーダの名で登場。身重の娘アンジェリーナを無理矢理地球に連れ戻している。トレーズの誕生後のA.C.0172年初頭に永眠。

### カタロニア将軍
故人。ドロシーの父でありデルマイユ公の息子(?)であった人物。劇中に映像で登場しない。小説版『Endless Waltz』ではOZの総帥であった事が明かされている。
小説『Frozen Teardrop』において、キーリア・カタロニアの名で登場。

## 地球圏統一連合
本編開始時点で地球全土を統合し、全ての宇宙コロニーを軍事制圧していた組織。最高司令官の下に「宇宙方面司令部（宇宙軍）」、「地球方面司令部（陸・海・空軍）」、「SMS（＝OZ/宇宙MS隊・地上MS隊）」が置かれている。

### ノベンタ
Noventa
声 - 藤原啓治
地球圏統一連合軍の最高司令官・元帥。宇宙コロニーと対話を試みようとした和平派。ニューエドワーズ基地で行われた彼の演説によって、他の連合軍の首脳達もコロニーとの和平を望むようになっていたが、トレーズの仕組んだ罠によって、搭乗していたシャトルをウイングガンダムに真っ二つにされ死亡した。
地球圏統一連合内部で絶大な人望を有する温厚な人物で、セプテム将軍などの連合軍内部の強硬派閥や連合を崩壊に導いたOZからも一定の敬意が払われている。
名前の由来はスペイン語・ポルトガル語の「90（noventa）」。
漫画版「新機動戦記ガンダムW Endless Waltz 敗者たちの栄光」ではコロニーとの和平を選択したニューエドワーズ基地の攻防戦で、五飛からはコロニーに対する毒ガス攻撃を始めとする圧政を痛烈に非難されている（ノベンタ本人の反応からこれらのスペシャルズの暴挙を知らなかった模様）。カトルからは「コロニーとの平和を選択したノベンタの意志を歓迎する」と伝えられ、サンドロックに庇われる形でシャトルを離陸するが、本編同様の結末を迎えた。

### セプテム
Septem
声 - 千葉一伸
セプティムとも表記。地球圏統一連合の宇宙方面司令部司令官。不穏な動きを見せるコロニーに対し抗戦を唱えるタカ派。ニューエドワーズ基地ではトレーズの計らいで別の輸送機に搭乗したため、ノベンタ元帥を含む多くの首脳達が殺されるのを目の当たりにしコロニー側への報復を宣言するも、その直後用済みと見なされたレディ・アンにより空中に放り出され、射殺された。
小説版では軍縮に猛反発こそしていたが、ノベンタ元帥の事を偉大な将帥として深く尊敬していたとされている（TV版でもノベンタ殺害直後のコロニー宣戦布告後に無気力に俯いているシーンがある）。
『新機動戦記ガンダムW Endless Waltz 敗者たちの栄光』では、ニューエドワーズ基地にガンダムが現れた事でドーリアン外務次官が招き入れたと勘違いして射殺しようとしたが、直後にヒイロがシャトルを撃墜。その破片が部屋に直撃し、重傷を負った。それでも怒りは収まらず、ニューエドワーズに向けて衛星の核ミサイルの発射シークエンスを作動させるも、ミサイルはヒイロによって撃ち落とされた。
名前の由来はラテン語の「7（septem セプテム）」。

### ベンティ
Venti
声 - 石田弘志
地球圏統一連合の地球方面司令部司令官。ノベンタ元帥に賛同する和平派。ノベンタ達と運命を共にした。
漫画版「新機動戦記ガンダムW Endless Waltz 敗者たちの栄光」では原作通りの結末を迎えるが、セプテムと一緒にドーリアン外務次官を威圧するシーンがあるため、セプテム派のような人物として描かれる。
名前の由来はイタリア語の「20（venti）」。

### ボナーパ
Bonaparte
声 - 河合義雄
統一連合軍コルシカ基地司令官。歴戦の老将兵であるため、急進的に勢力を増すスペシャルズを快くは思っていなかった。余裕ある行動が戦いを避ける事もできるとの持論を持ち、コルシカ基地に万全の警戒態勢を敷きつつも自身は旧式の飛行船で指揮を執る。しかし、ヘビーアームズの想定外の火力を前に防衛線は粉砕されてしまったが、ワーカーが率いるスペシャルズに援護されて後退には成功し生存したが、その後の消息は不明。なお、第13話に登場するモガディジオ要塞の司令官は彼と瓜二つの容姿で担当声優も同じであるが、同一人物かは不明（こちらは最終的に戦死）。
戦力差で劣勢であり、全滅覚悟のワーカーから「後の兵士たちの為に工場の記録班に敵機の情報収集」を託された際には謝罪と共に頭を下げており、決して頑迷な人物ではない。

### ダイゴ・オネゲル
Daigo Onnegel
声 - 中村大樹
統一連合軍ルクセンブルク基地司令官。階級は准将。かつて指揮官として連合軍のサンクキングダム侵攻を主導した。その為、OZがルクセンブルクを制圧した際に父の雪辱を果たそうとするゼクスと再会し、ミリアルドとしての面影があるゼクスに命乞いするも聞き入れられず、射殺された。
OZスペシャルズ創成時のメンバーであるエルヴ・オネゲルは彼の実子。

### ブント
Bund
声 - 中博史
旧中国山岳地帯自治区に駐留していた連合軍の司令官。階級は大佐。この地区はかつて平和的指導者が政権の座にあったが、OZ蜂起に乗じて彼は同地区の旧連合残存勢力を纏め上げ、クーデターを起こして指導者を暗殺、同地区の指導者となり軍政を敷く。サリィたち反政府レジスタンスに五飛のシェンロンガンダムが参加していると知ると、自らの利益の為にOZと秘密裡に通じレジスタンスとそれに賛同しないナナキら部下の排除を画策するが、搭乗していたヘリをシェンロンガンダムに撃墜され死亡。
トレーズは彼の名も「意味有る」戦死者の一人として読み上げており、小説版『Endless Waltz』ではその事で五飛はショックを受けたとされている。

### ナナキ
Nanaki
声 - 千葉一伸
ブントの部下の連合軍将校。階級は少佐。レジスタンスの拠点でシェンロンガンダムを発見するも、自身の機体が負傷したため一旦退く。会議の席上で、祖国に忠誠を誓い独立を守るために戦うと発言するなど愛国心は強いと言える。OZの介入を求めるブントに内政干渉の口実を与えると反発した。レジスタンスの拠点を一掃する作戦に参加するが、その最中ブントの裏切りにより他の部下共々搭乗していたMSを破壊され戦死した。
搭乗機はOZ-06MSリーオー・アーリータイプ。

### ギンター
Gwinter
声 - 難波圭一
連合宇宙軍指揮官。セプテム将軍の息子。指揮下の部隊と共に宇宙コロニー・D120に立て篭もり、OZに抵抗を続けた。
タカ派であった父とは違い、穏健的な人物で地球圏統一連合軍残党を率いた。
名前の由来はラテン語の「10(×n)」 （接尾辞-ginta ギンター、treginta: 30 など）。

### クラレンス
Clarence
声 - 渡部猛
ギンターの祖父（セプテムの実父か義父かは不明）。孫と共に宇宙コロニー・D120に立て篭もり、OZに抵抗を続けた。なお、これは小説版での名であり、テレビ本編では名前は登場しない。

### ミリオン
million
連合軍の将軍。ドクターＪらにピースミリオン級宇宙戦艦の製造を命じるも、完成間近に辞任してしまう。
本名は『ミリオン・リデルハート』。かつては大鑑巨砲主義を信条としてきた将校であったが、A.C186年夏に勃発した『嵐の大洋会戦』で巨大月面戦艦『サジタリウス』『ケンタウルス』を伴って出撃。搭載されていた大型ビーム砲で一気に殲滅しようとしたが、敵方の指揮官であったアルテミス・セディッチの作戦によって大敗した。

## ホワイトファング

### カーンズ
Quinze
声 - 市川治
ホワイトファングの創設者であり指導者。かつては指導者ヒイロ・ユイと共にコロニーの独立運動を行っていたが、ヒイロ・ユイが殺された事で武闘派路線へと変更。コロニー落としによるオペレーション・メテオを実行に移そうとしたが、ガンダムを開発した5人の科学者達の裏切りによって、その計画は水泡へと帰す。焦ったカーンズは新たにホワイトファングを結成し、セディッチを始めとする同志達を引き連れて、リーブラ占拠作戦「アルテミス・レボリューション」を発動。リーブラの乗っ取りに成功し、続けてOZの最大拠点であるバルジの攻略にも成功する。その後、士気を高めるべく、ミリアルドを指導者に迎え、地球そのものの排除を画策するが、いつの間にか指揮権をミリアルドによって奪われてしまったという誤算が生じた。リーブラの破壊を阻止すべく自らピースミリオンに乗り込むが、爆発に巻き込まれ消息不明となる。
漫画版では自軍のモビルドールがリーオーを攻撃できないようにプログラムされたことを知った後にミリアルドに疑いの眼差しを向け（実際にミリアルドの手引きによるものだった）、彼のことをミリアルドではなくゼクスの名で呼んだ。説得に現れたリリーナを射殺しようとするが、ヒイロに阻まれて失敗。リーブラを地球に向かわせたシーンで彼の出番は終わってしまい、脱出したのか、リーブラと運命を共にしたのかは不明となった。小説版ではガンダム技師たちによるエンジン暴走作戦を阻止しようとするが、そこに突然現れたハワードに動揺。その隙にドクターJが最終コマンドを実行し、彼らの巻き添えとなって表舞台から降ろされた。
「新機動戦記ガンダムW Frozen Teardrop」によれば、本名は「カーンズ・カラント」。学生時代はひ弱でありながら誰にでも喧嘩を吹っ掛けてしまう攻撃的な性格をしており、喧嘩で負けた所を偶然通りかかったヒイロ・ユイに助けられた事もある。なお、彼の兄であるトマスはヒイロの友人であり、P・P・Pプログラムの作成者でもあったが、テロにより命を落としている。
名前の由来はフランス語の「15（quinze）」。

### セディッチ
Sedici
声 - 菅原淳一
ツバロフ配下のOZの将校として登場。ツバロフに宇宙戦艦リーブラ建造の現場指揮を一任されるがその正体はホワイトファングのメンバー。OZ潜伏時の正確な階級は不明。ホワイトファングでは「大佐」と呼ばれていた。
根っからのコロニー至上主義者の過激派であり、世界国家を提唱するリリーナを侮蔑する発言も見られた。バルジ攻防戦では前線で指揮を執っていたが、バルジ砲の直撃を受けて戦死。
名前の由来はイタリア語の「16（sedici）」。
なお、彼の母アルテミス・セディッチは、かつてOZスペシャルズを創設したトレーズの隊と戦って2度にわたる敗北を喫している。

## その他勢力及び民間人

### 指導者ヒイロ・ユイ
Heero Yuy
故人。暴力に頼らない完全平和主義を唱え、コロニー間の代表として選出される。ヒイロ・ユイの支持者はコロニー全体に広がり、宇宙移民者の意思統一が実現しつつあった。コロニーの自治権を得るための交渉のため連合にも赴いていたが、その存在を危険視するOZ（もしくは連合）に手によって暗殺される。死後、彼の願いもむなしく、連合とOZによって宇宙への統制は逆に強化されてしまう。
非暴力運動によるコロニー独立自治を唱えた、伝説的な指導者である彼の名前が、地球政府への武力抵抗のために送り込まれた工作員の少年にコードネームとして与えられたのは、ある意味皮肉な事ではある。しかし、このコードネームは同時に「真のオペレーション・メテオ」を行わない旨をその少年に伝える意味もあった。
また、後にOZがコロニー統治のために宇宙に進出した時には、その布石として、コンピューターで閲覧できるコロニーの歴史から、ヒイロ・ユイの暗殺事件の記録が抹消されていた。

『新機動戦記ガンダムW Frozen Teardrop』でも過去の回想に登場している。
AC145年当時の学生時代は19歳にしてハイスクールの臨時講師を任されるほど秀でた青年であったが、熱意が欠落していたために『極端な合理主義者』と周囲から囁かれる程淡白な性格だった。しかしドーリアン家の養女となったカテリナ・ピースクラフトの家庭教師を引き受けた事で彼女と出会い、次第に自分の考えを見つめ直すようになっていく。
同年冬、カレッジで行われた学生運動に参加。この時、地球側の代表であるサンカント・クシュリナーダと会談し、後にコロニー代表と地球側の代表が互いを認め合う因縁を生み出している。
その後はコロニー市民の権利確立のために数多の政治活動に身を置いてきたが、AC173年春、非暴力と非武装によるコロニー独立を発表（後の『宇宙の心宣言』）。しかしこの事が連合により一層の危機感を抱かせてしまい、AC175年4月7日、セプテムの依頼を受けたアディン・ロウによって暗殺されてしまう。
家族は姉のヒカル・ユイ（AC152に暗殺される）、ヒカルの実子にして後にトレーズ・クシュリナーダの父となる甥のアイン・ユイがいる。

### ピースクラフト王（マルティクス・レクス）
King Peacecraft
故人。かつて指導者ヒイロ・ユイと共に完全平和主義を唱えたサンクキングダム国王で、ミリアルドとリリーナの父。13年前の連合軍によるサンクキングダム攻撃により死亡。第9話でその肖像を確認できる。
『新機動戦記ガンダムW Frozen Teardrop』では、「マルティクス・レクス」の名で若かりし頃の彼が登場。当時のピースクラフト家王女であるカテリナ・ピースクラフトと知り合った事が描かれており、ピースクラフト家に婿入りした身である事が分かる。

### カテリーナ・ピースクラフト
Katrina Peacecraft
ピースクラフト王妃。夫同様に劇中では既に死亡しており、姿は登場しない。『新機動戦記ガンダムW Endless Waltz 敗者たちの栄光』では「カテリナ」と表記されている。

### ドーリアン
Dorlian
声 - 大塚明夫（ナレーションも兼任）
リリーナの養父。ドーリアン家はサンクキングダムの元老の家柄である。かつてはサンクキングダムでピースクラフト王に仕えていたが、連合軍によって祖国を壊滅させられ、その後は外務次官として積極的な和平活動を行っていた。しかしその事で連合の強硬派にコロニーへの内通者と疑われ、レディ・アンの仕掛けた爆弾によって瀕死の重傷を負う。死の間際にリリーナがピースクラフト家の王女である事を告げて息絶えた。
『新機動戦記ガンダムW Endless Waltz 敗者たちの栄光』では、ニューエドワーズ基地にガンダムが現れた事でセプテムから内通者の疑いを掛けられたが、直後にヒイロが撃墜したシャトルの破片が部屋を直撃した。致命傷を負った彼はリリーナに真実を明かして力尽き、後にサリィによって死亡が確認された。

### ドーリアン夫人
声 - 冬馬由美
リリーナの養母。夫の死後、コロニーから帰ってきたリリーナに実は義理の娘である事を伝えようとしたが既に知っていたリリーナに止められ、実の母親として、娘を抱きしめる。
小説版では母としてではなく、リリーナに真実を告げる者としての面が強調され、リリーナのことも様付けで呼んだ。

### パーガン
Pargan
声 - 中博史
本名はチック・パーガン。リリーナ付のドーリアン家執事で、車だけではなく飛行機も操縦できる。もともとピースクラフト家に仕えていた人間で、幼少期のミリアルドに剣術を教えていた事もある。
青年時代はカテリナ・ピースクラフトの結成した『シャーウッドの森』の構成員でもあり、のちのピースクラフト王であるマルティクスとは当時は同僚の間柄だった。また、射撃の腕は仲間の中でも群を抜いて上手かったと言われている。

### ホーソン
声 - 石田弘志
トロワが身を寄せるサーカス団の団長。名前は小説版より。
当初はトロワを不審の目で見ていたがトロワの働きを見るにつれて、信頼していく。

### シルビア・ノベンタ
Sylvia Noventa
声 - 西原久美子
ノベンタの孫娘。気丈かつ自制心の強い性格で、祖父の墓前でヒイロから真相を知らされ、「望むのなら撃ってほしい」とヒイロから銃を渡されるが「死んで楽になりたいだけ」と悟り、撃つのは踏み止まったが、その代わりに「卑怯よ」と告げた。

### ノベンタ夫人
声 - 滝沢ロコ
ノベンタの妻。夫を殺してしまったヒイロを一度は追い返すが、その後、リリーナにヒイロを許す返事の手紙を託した。

### テッド・ナリタ
Tead Narita
声 - 藤原啓治
コロニーDエリアの若き代表。
レディ・アンに懐柔され、OZとの対決を主張する意見を封じ、ガンダムを厄介払い（この際、ガンダムの必要性を上司に説かれるが聞く耳を持たなかった）して、コロニーとガンダムの活動は無関係であると公式に宣言した。
テッド･ナリタは小説版での名であり、テレビ本編では名前は登場しない。

### ザイード・ウィナー
Zayeed Winner
声 - 有本欽隆
カトルの父でウィナー家当主。
中東とL4コロニー群の有力者でもあり、厳格で戦いを良しとしない人物。
OZに協力して、L4の資源衛星をモビルドール生産基地にしようとするL4首脳陣に反発。独断で自らの所有する衛星を動かした後、逃げるように叫ぶカトルに「自分の生き方を曲げてでも生きていても意味がない」と告げ、L4コロニーの無数のビーム砲の攻撃を受けて死亡。
父の死がカトルに与えた影響は大きく、後の暴走の原因となった。
コミックボンボンの漫画版ではウィナー家の警備員に扮したOZの工作員がデモ市民にリーオーで発砲し、トーラス隊がウィナー家に制裁を加えるというOZの自作自演で屋敷を攻撃された際に死亡。

### イリア・ウィナー
Iria Winner
声 - 浦和めぐみ
カトルの異母姉の1人でL4コロニー群で医師をしている。
連合軍兵士の機転で残骸となったリーオーに移されたことで命拾いしたカトルを救出・看護する。その後、カトルと共にザイードに会いに行くもザイードの最期を看取ることになり、資源衛星爆発の余波がウィナー姉弟のシャトルを襲った際、カトルを庇って負傷する。
アニメ本編では負傷しただけで生存するもコミックボンボンの漫画版では屋敷が破壊された際にカトルを庇って死亡。
『新機動戦記ガンダムW Frozen Teardrop』では存命で、カトルの妹であるカトリーヌ・ウード・ウィナーの保護者として登場している。

### 竜紫鈴
Long Shirin
声 - 堀絢子
L5コロニー群に住む五飛の一族の「超老師」。地球から帰還した五飛を再びガンダムのパイロットに任命する。戦士として行動する五飛の足かせにならぬようコロニーもろとも自爆した。

## EPISODE ZEROの登場人物

### マックスウェル
Maxwell
マックスウェル教会の神父で、戦災孤児だったデュオを引き取り育てた人格者。彼が教会を構えていたコロニーが連合軍に対し反乱を企てたため、連合軍とOZの精鋭部隊による鎮圧作戦が展開され、その攻撃の犠牲となってしまう（この鎮圧作戦によって彼を初め245名という甚大な犠牲者を生んだこの事件を「マックスウェル教会の惨劇」と呼ぶ）。後にデュオが名乗る事になるマックスウェルの姓は彼の名から取られている。

### ヘレン
Helen
マックスウェル教会のシスターで、神父と共に天涯孤独の身であったデュオに家族の温もりを与えた人物。神父と同様に「マックスウェル教会の惨劇」に巻き込まれ、破壊された教会の中でデュオの無事を喜びつつ息を引き取った。

### アディン・ロウ
Odin Lowe
ヒイロの育ての親で暗殺者。かつて完全平和主義を唱えた指導者ヒイロ・ユイを暗殺した人物とみられる。後、指導者ヒイロ・ユイの側近でもあったデキムから連合のセプテムを暗殺する依頼を受け実行するも、失敗。自身は依頼された仕事を請け負っていたつもりだったが、実際はデキムがヒイロ殺害に対する報復を目的に雇っただけであり、落ち合ったその場で射殺された。
ヒイロに「感情のままに行動する事」を教えた人物である。
小説『新機動戦記ガンダムW Frozen Teardrop』においては、ヒイロの実の父親であると語られている。
名前の由来はオーディンではなく、ロシア語の「1 （оди́н アディーン）」。

### レイア・バートン
Leia Barton
デキム・バートンの娘でマリーメイアの母。『Endless Waltz』でもヒイロがマリーメイアの情報を調べている際や、トロワの回想シーンで名前だけ登場する。かつてアディン・ロウと行動を共にしていたころのヒイロが、ノインがいるトーチカ司令部を対MS砲で攻撃した際、トレーズがリーオーで割り込んで重傷を負っており、その後病院に担ぎ込まれたトレーズを看病した看護婦がレイア・バートンだった。そのため、ノインはマリーメイアの出自に心当たりがあったようである。

### ミディー・アン
Midii Une
かつて「名無し」だったトロワが戦場で出会った少女。病気の父親と三人の弟を養うため、反連合の立場を取る反乱分子の情報を連合側に流していた。「名無し」が当時所属していた反乱部隊も彼女の密告により連合軍の攻撃を受けて壊滅してしまう。

### カトリーヌ・ウィナー
Katherine Winner
カトルの母親。子宮異常が原因で産めば自らの命を失う事を覚悟の上でカトルを産んだ気丈な女性。

### ユダ
Yuda
マグアナック隊の一員。他の仲間と共にカトルの搭乗するシャトルを乗っ取り、カトルの身と引き換えにウィナー家に要求を呑ませる。しかし、密かに連合に通じており、カトルに捕らえられる。隙を見て仲間の拳銃を奪い、カトルとラシードを負傷させるも、直後に射殺された。由来はイスカリオテのユダ。

### 竜妹蘭
Long Meilan
竜紫鈴の孫娘で五飛の許婚相手だが、本人達の意思と反しての結婚であった事から五飛とはそりが合わなかった。一族最強を自認し、自らを「ナタク」と名乗っていたが、五飛との一騎討ちに敗れる。
居住コロニーに連合軍が攻撃を仕掛けてきた際、乗機であるトールギス始龍を駆って出撃するも、トールギスの常軌を逸した出力によって生じた加重負荷に耐え切れず苦戦を強いられる。シェンロンガンダムに搭乗し駆けつけて来た五飛によって何とか窮地は脱したものの、過度の負担によって消耗した彼女の身体は手の施しようの無い状態であり、自身が気に入りの場所としていた花園の中で五飛に看取られながら息を引き取る。彼女の死がきっかけで、五飛は正義のための戦いに身を投じる決意をする。
以後、五飛は一貫して自身の搭乗機であるシェンロンガンダム及びアルトロンガンダムに妻の魂が宿っているとし、「ナタク」と称した。
なお、五飛がオペレーション・メテオに反対していたのは彼女のお気に入りの花園（妹蘭の死後、五飛の手で墓が作られた）を失いたくなかったためである。しかし、このコロニーが後に自爆した事によってそれらも失われてしまった。
『Endless Waltz』の最後で五飛が訪れた場所は竜一族の故郷であり、そこでアルトロンガンダムを自爆させる事で、亡き妻の安らかな眠りを願った。

## BLIND TARGETの登場人物

### ソグラン
Sogran
声 - 辻親八
ホワイトファングの元幹部。ホワイトファングを再編し自らその司令官となった。ホワイトファングの理想を再び実現する為にガンダムの力が必要とうそぶくが、実際はロームフェラ財団傘下の軍需企業だったセンチュリー・ディスカバー社を利用して資金提供を受けており、ガンダムを欲していたのも、地球圏全体を自らの手で支配する為に過ぎなかったが、最後はその事実をホワイトファングの構成員たちにも知られてしまう事になる。

### クリス・マーレイ
Chris Marley
声 - 渡辺久美子
リリーナ・ドーリアン外務次官の秘書を務める女性だが、その正体は新生ホワイトファングの構成員。幼い頃、自分の住んでいたコロニーを連合軍のモビルスーツに攻撃され両親を失っており、その時にラルフと出会い、彼に助けられた。

### ラルフ・カート
Ralph Kurt
声 - 安井邦彦
新生ホワイトファングの部隊長。トロワとは旧知の間柄。残党部隊を率いてガンダムの奪取に固執するが、やがて自身がソグランに裏切られていた事を知る事になる。
小説版『Endless Waltz』では、トロワは彼の名前を使ってマリーメイア軍に潜入した。

## BATTLEFIELD OF PACIFISTの登場人物

### ビクター・ゲインツ
Victor Gaintz
政治団体パーフェクト・ピース・ピープル (P3) 代表。地球圏からの兵器の完全撤廃を訴えていたが、一方でOZの軍事工廠であった資源衛星ウルカヌスの軍事力を手中に収め、地球圏の武力支配を目論んでいた。かつてはホワイトファングの幹部であり、自らがホワイトファングの象徴であろうとしたが、ミリアルドを組織の象徴として迎え入れようとするカーンズと対立し組織を離脱した過去を持つ。ウルカヌスとそれを防衛するスコーピオの掌握後、5機のガンダムと対決するが、徐々に押されていき、最後はウイングゼロのツインバスターライフルによって戦死した。

### ブローデン
Broden
OZの二級特佐で宇宙軍司令。人類の新たな進歩を促す為の脅威に自らがならんとするため、ウルカヌスを欲していた。しかし、モビルドールでP3に攻撃させようとした所をスパイであるクレメンツによって撃たれ、死亡した。
なお、五飛はブローデンの思想に興味を抱いて行動を共にしており、彼の死後「俺が脅威になる」と呟き、その言葉通りに『Endless Waltz』にてマリーメイア軍に所属する事で人類の脅威となる。その意味では五飛に大きな影響を与えた人物と言える。

### クレメンツ
Klementz
OZの特士でブローデン特佐の配下だが、その正体はP3のスパイ。ブローデンに接近する事でウルカヌスに関する情報を得、随時ビクター・ゲインツに報告していた。ブローデンを射殺してウルカヌスを掌握した後、モビルドールにガンダムを攻撃させようとするが、デュオとカトルの2人に阻止された。

## Endless Waltzの登場人物

### マリーメイア・クシュリナーダ
声 - 佐久間レイ
本名はマリーメイア・バートン。アフターコロニー189年生まれ。母はレイア・バートン。祖父はデキム・バートン。真のトロワ・バートンは彼女の叔父にあたる。わずか7歳の幼さでマリーメイア軍を率いたが、実際にはデキムの傀儡に過ぎなかった。また、デキムによる極端な洗脳教育により、尊大で高飛車な言動が目立つ。終盤、本性をむき出しにしたデキムがリリーナ・ドーリアンを射殺しようとした時、彼女を庇い重傷を負う。終戦後はレディ・アンとともに生活。「PREVENTER・5」ではレディとともに立てこもり事件に巻き込まれる。
トレーズ・クシュリナーダの娘を自称し、DNA検査でも証明されていると主張していたが、彼女を撃った際のデキムの発言から、捏造された可能性が示唆されている（ヒイロがコンピュータでデータを調べたときの彼女の名は本名の「マリーメイア・バートン」、父親は不明となっていた）。デキムは言葉を続けたが、隣にいた兵士によって射殺されたことで遮られた。しかし、『EPISODE ZERO』でトレーズが出会った看護婦は確かに母レイアであり、真トロワが持っていた写真の人物もマリーメイア本人であるらしく、真相は謎のままである。
反乱後はレディ・アンと共に暮らしていたが、『新機動戦記ガンダムW Frozen Teardrop』では結婚と同時に彼女のもとを離れていることが明かされた。また同作では、マリーメイアはデキムが作らせた『レイア・バートンのクローン』であることも示唆されている。

### デキム・バートン
Dekim Barton
声 - 依田英助
バートン財団総帥で、マリーメイアの祖父。かつては指導者ヒイロ・ユイやカーンズの同志として、コロニー独立運動を行っていた。真のオペレーション・メテオを考案した張本人であり、マリーメイア軍の指揮を執った。トレーズの名を利用しているがトレーズの遺志は理解しておらず、マリーメイアもただの傀儡としか見なしていない。
マリーメイアに傅く立場を演じていたが、最終局面においてその本性を露わにしてリリーナを殺そうとし、彼女を庇ったマリーメイアに重傷を負わせた。デキム曰く「マリーメイアのような傀儡などいくらでも作り出せる」らしく、マリーメイアはデキムがどこかから見つけてきたらしい。最終的に元トレーズ派の側近により射殺された。
なお、小説版では表向きはAC188年のX18999コロニーで起きた紛争時に死亡した事になっている。

### 真のトロワ・バートン
Trowa Barton
声 - 中村秀利
デキムの庶子で親の威を借りた非常に横柄な性格な持ち主。クレジットでは「真トロワ」と表記されていた。レイア・バートンは姉、マリーメイアは姪に当たる。ヘビーアームズのパイロットとして決定していた。コロニー独立派組織やドクトルSの意志を無視してバートン財団による地球支配を成し遂げようとしたため、それに激昂した作業員によって作戦前に射殺された。
その後、その場に作業員として居合わせたトロワが彼の名をもらう事をドクトルSに提案、ヘビーアームズに搭乗して地球へ降下する事となる。なお、自分の言う事に反対しない（ただし、賛成もしていなかった）トロワのことは味方だと思っており、彼にレイアとマリーメイアの写真を見せた事がある。
殺害された事は一応隠蔽されたようだが、『Endless Waltz』本編でデキムが、潜入していたトロワを即座に看破しており、その際にも息子の死を顧みるような様子は特に無かった。一方、小説版においてはこの時の態度は演技で実際は息子が殺されたことを憎んでおり、名無しのトロワを息子の仇と見做し最終的に始末するつもりであったとされる。